# Błąd odwróconej akcydentalizacji
Błąd odwróconej akcydentalizacji, (łac.) A dicto secundum quid ad dictum simplicter – błąd logiczny polegający na nieprawidłowym wyprowadzeniu zdania ogólnego ze zdania szczegółowego przez opuszczenie niezbędnego dookreślenia występującego w tym zdaniu ogólnym, np. „skoro można zabijać w obronie koniecznej, to zabijanie jest dozwolone”. 